# NGC 2572
NGC 2572 é uma galáxia espiral (Sa) localizada na direcção da constelação de Cancer. Possui uma declinação de +19° 08' 52" e uma ascensão recta de 8 horas, 21 minutos e 24,7 segundos.
A galáxia NGC 2572 foi descoberta em 2 de Fevereiro de 1877 por Édouard Jean-Marie Stephan.